# Адріан Пажишек
Адріан Пажишек (пол. Adrian Parzyszek; нар. 18 жовтня 1975, м. Катовиці, Польща) — польський хокеїст, центральний нападник.
Виступав за «Напшуд» (Янув), «Унія» (Освенцім), ГКС (Тихи).
У складі національної збірної Польщі — учасник чемпіонатів світу 2000 (група B), 2001 (дивізіон I), 2002, 2003 (дивізіон I) і 2004 (дивізіон I). У складі молодіжної збірної Польщі — учасник чемпіонату світу 1994 (група B). У складі юніорської збірної Польщі — учасник чемпіонату Європи 1993.
Чемпіон Польщі (1998, 1999, 2000, 2001, 2002, 2003, 2004, 2005, 2015), срібний призер (2011, 2014). Володар Кубка Польщі (2007, 2008, 2009, 2010).